# Vénéjan
Vénéjan – miejscowość i gmina we Francji, w regionie Oksytania, w departamencie Gard.
Według danych na rok 1990 gminę zamieszkiwały 924 osoby, a gęstość zaludnienia wynosiła 50 osób/km² (wśród 1545 gmin Langwedocji-Roussillon Vénéjan plasuje się na 364. miejscu pod względem liczby ludności, natomiast pod względem powierzchni na miejscu 418.).